# Evarts
Evarts – miasto w Stanach Zjednoczonych, w stanie Kentucky, w hrabstwie Harlan.